# Gmina Żórawina
Die Gmina Żórawina ist eine Landgemeinde mit rund 10.000 Einwohnern im Powiat Wrocławski in der Woiwodschaft Niederschlesien in Polen. Ihr Sitz ist das gleichnamige Dorf (deutsch Rothsürben), in dem rund 2000 Menschen leben.

## Verkehr und Lage
Żórawina liegt 14,5 km südlich vom Breslauer Stadtzentrum. Durch Żórawina führt die Eisenbahnstrecke von  Breslau nach Strzelin, die polnische Autobahn A4 verläuft einen Kilometer nordöstlich des Ortes.

## Gliederung
Zur Landgemeinde Żórawina gehören folgende Ortschaften mit 26 Schulzenämtern:

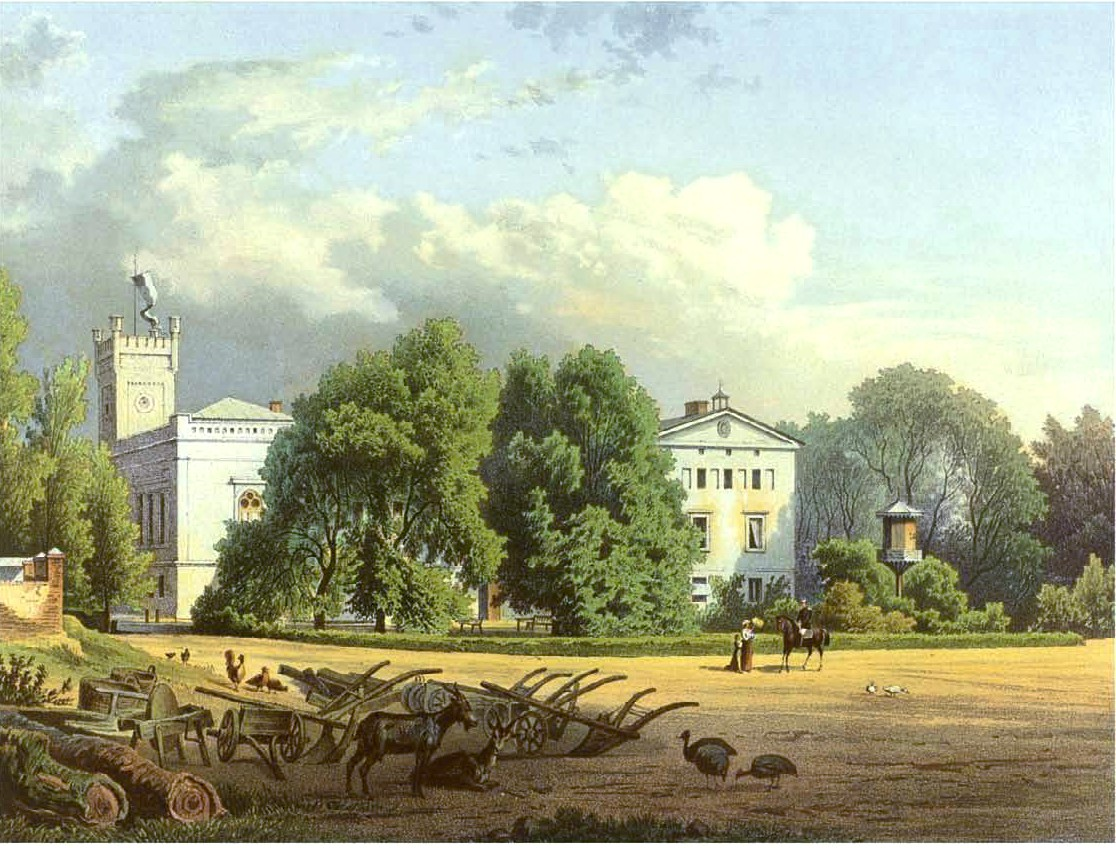
Schloss Gallowitz um 1860, Sammlung Alexander Duncker

- Bratowice-Zagródki (Barottwitz; 1937–45: Schmücken)
- Bogunów (Bogenau)
- Galowice (Gallowitz; 1937–45: Gallen)
- Jaksonów (Jackschönau; 1937–45: Schwertern)
- Jarosławice (Jerasselwitz; 1937–45: Gerlanden)
- Karwiany-Komorowice (Karowahne; 1937–45: Karben – Wasserjentsch; 1937–45: Schönwasser)
- Krajków (Kreika; 1937–45: Rohrquell)
- Mędłów (Mandelau)
- Milejowice (Mellowitz; 1937–45: Teichlinden)
- Mnichowice (Münchwitz; 1937–45: Münchau)
- Nowojowice (Haltauf)
- Nowy Śleszów (Neu Schliesa; 1937–45: Neu Schlesing)
- Okrzeszyce-Rynakowice (Bismarcksfeld – Irrschnocke; 1936–45: Königsruh)
- Polakowice (Pollogwitz; 1937–45: Dreiteichen)
- Przecławice (Prisselwitz; 1937–45: Prisselbach)
- Racławice Małe (Klein Rasselwitz; 1937–45: Grenzhorst)
- Rzeplin-Szukalice (Reppline – Tschauchelwitz; 1937–45: Rünenau N.S.)
- Stary Śleszów (Alt Schliesa; 1937–45: Alt Schlesing)
- Suchy Dwór (Althofdürr)
- Turów (Thauer)
- Węgry (Wangern)
- Wilczków (Wiltschau; 1937–45: Herdhausen)
- Wilkowice (Wilkowitz; 1937–45: Weizengrund)
- Wojkowice (Weigwitz; 1937–45: Roßweiler)
- Żerniki Wielkie (Groß Sürding)
- Żórawina (Rothsürben; 1937–45: Rothbach)

Weitere Ortschaften sind: Brzeście (Liebethal), Marcinkowice (Merzdorf), Marzęcice (Marienthal) und Pasterzyce (Pasterwitz).